# Michael Werner (Historiker)
Michael Werner (* 24. Mai 1946 in Freiburg im Breisgau) ist ein französischer Historiker und Germanist. 

## Leben
Nach dem Studium der Germanistik, Romanistik und Geschichte in Freiburg, München und Bonn übersiedelte er 1969 nach Paris, seit 1977 ist er Franzose. Dort trat er 1970 eine Forschungsstelle am Centre national de la recherche scientifique (CNRS) an. 1991 wurde er Professor für Sozialgeschichte der deutsch-französischen Kulturbeziehungen an der École des Hautes Études en Sciences Sociales (EHESS), wo er seitdem das Centre de recherches interdisciplinaires sur l'Allemagne leitete.
Zusammen mit Michel Espagne hat Werner Mitte der 1980er Jahre, ausgehend vom deutsch-französischen Beispiel, das Forschungsfeld zum Kulturtransfer entwickelt, mit dessen Hilfe eine genauere Fassung transnationaler Beziehungsgeschichte ermöglicht werden sollte. 2002 legte er in Zusammenarbeit mit Bénédicte Zimmermann den Methodenentwurf der Histoire croisée („gekreuzte Geschichte“, Verflechtungs- und Verknüpfungsgeschichte) vor. Die Histoire croisée ist ein Ansatz multiperspektivischer und relationaler Geschichtsschreibung, der Anregungen der internationalen sozialwissenschaftlichen Diskussion aufnimmt. Er ist Mitherausgeber der Reihe Krieg in der Geschichte.
Die empirischen Arbeiten Werners haben sich mit der deutschen Emigration in Frankreich (u. a. Heinrich Heine, Walter Benjamin), Disziplingeschichte der Geistes- und Sozialwissenschaften und der Zirkulation kultureller Praktiken von Musik befasst.

## Schriften (Auswahl)
- mit Heinrich Hubert Houben: Begegnungen mit Heine. Hoffmann und Campe, Hamburg 1973.
- Genius und Geldsack. Hoffmann und Campe, Hamburg 1978.
- mit Walter Grab, Julius Hans Schoeps: Juden im Vormärz und in der Revolution von 1848. Burg-Verlag, Stuttgart, Bonn 1983.
- mit Jan-Christoph Hauschild: „Der Zweck des Lebens ist das Leben selbst“. Heinrich Heine. Eine Biographie. Kiepenheuer & Witsch, Köln 1997 (aktualisierte Neuausgabe 2005 bei Zweitausendeins), ISBN 978-3-86150-739-0.
- mit Jan-Christoph Hauschild: Heinrich Heine. Deutscher Taschenbuch Verlag, München 2007 (3. Auflage), ISBN 978-3-423-31058-1.
- mit Bénédicte Zimmermann: De la comparaison à l'histoire croisée. Seuil 2004.
- Usages et politiques des langues en Europe. Editions Maison des sciences de l'homme, Paris 2007.